# 東野郡
東野郡（とうのぐん・とうののこおり）は備前国にかつて存在した郡である。藤野郡（とうのぐん・とうののこおり・ふじのぐん・ふじののこおり）とも表記・呼称された。また、721年の郡設置当初は藤原郡（ふじわらぐん・ふじわらのこおり）という名称で、726年に改称した。
律令制下の郡衙推定地等は不明である。

## 歴史
岡山県通史によると続日本紀に以下の内容がある。
- 721年（養老5年） - 赤坂郡より東部（吉井西岸地域）・邑久郡より北部・北東部それぞれ割譲し、合わせて藤原郡を置く。
- 726年（神亀3年） - 藤原郡を改称して東野郡（藤野郡）とする。
- 788年（延暦7年） - 吉井川を境に以西を磐梨郡、以東を和気郡として分割。これにより東野郡は消滅した。